# Gutenbrunn
Gutenbrunn è un comune austriaco di 529 abitanti nel distretto di Zwettl, in Bassa Austria; ha lo status di comune mercato (Marktgemeinde).